# Albert Vicaire
Pour les articles homonymes, voir Vicaire (homonymie).
Albert Vicaire, né le 23 octobre 1957 à La Louvière, est un homme politique belge, membre du parti Ecolo.

## Carrière politique
- 2018- : Conseiller provincial ( Province de Hainaut)
- 2019- : Député fédéral